# Ray Chambers
Raymond G. Chambers (né le 7 août 1942) est un philanthrope et humanitaire américain qui est actuellement ambassadeur de l'Organisation mondiale de la santé pour la stratégie mondiale. Les efforts philanthropiques de Chambers sont diversifiés, avec des domaines d'intervention majeurs comme la santé mondiale, le mentorat et la revitalisation de sa ville natale de Newark, au New Jersey.

## Biographie
Ray Chambers est né et a été élevé dans le quartier ouest de Newark, fréquentant la West Side High School.
Chambers a fréquenté l'Université Rutgers de Newark où il était membre de la fraternité Tau Kappa Epsilon. Il a obtenu un MBA de l'Université Seton Hall en 1968. 

### Capital-investissement
Chambers est l'ancien président de Wesray Capital Corporation, une société holding de capital-investissement qu'il a cofondé avec William E. Simon, l'ancien secrétaire au Trésor des États-Unis. Le « WES » dans le nom de l'entreprise représentait les initiales de Simon et « RAY » était le prénom de Chamber. Leur premier fait d'armes est le rachat par emprunt en 1981 de la société de carte postale Gibson Greetings à RCA pour 80 millions de dollars, chaque partenaire contribuant 330 000 $ et le solde étant obtenu par des prêts. Après avoir introduit Gibson en bourse en 1984, les deux associés sont repartis avec un bénéfice dépassant les 70 millions de dollars.
Simon a mis fin à son rôle actif dans la gestion de l'entreprise mais Chambers est resté responsable des transactions, notamment l'achat en 1985 d'Avis Rent a Car System. L'achat est suivi 14 mois plus tard par une vente sous la forme d'un plan d'actionnariat salarié pour 1,75 milliard de dollars et la vente d'autres actifs pour 674 millions de dollars, Chambers réalisant un bénéfice de 740 millions de dollars sur une mise de fonds de 10 millions de dollars.
Chambers avec Wesray a été le premier investisseur dans la société de rachat Vestar Capital Partners, investissant dans le premier fonds Vestar en 1988. 